# Tylorida striata
Tylorida striata là một loài nhện trong họ Tetragnathidae.
Loài này thuộc chi Tylorida. Tylorida striata được miêu tả năm 1877 bởi Thorell.

## Hình ảnh

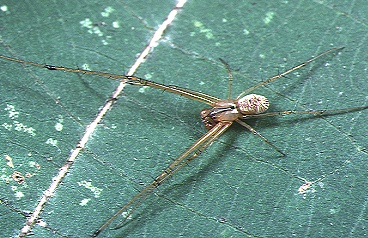